# شهرستان تالیافرو (جورجیا)
شهرستان تالیافرو، جورجیا (به انگلیسی: Taliaferro County, Georgia) یک سکونتگاه مسکونی در ایالات متحده آمریکا است که در جورجیا واقع شده‌است.